# Attaque contre l'ambassade des États-Unis à Bagdad
 (février 2020).
Si vous disposez d'ouvrages ou d'articles de référence ou si vous connaissez des sites web de qualité traitant du thème abordé ici, merci de compléter l'article en donnant les références utiles à sa vérifiabilité et en les liant à la section « Notes et références ».
L'attaque contre l’ambassade des États-Unis à Bagdad a lieu à Bagdad, en Irak, du 31 décembre 2019 au 1er janvier 2020. Les miliciens du Kataeb Hezbollah et leurs sympathisants ainsi que les sympathisants des Hachd al-Chaabi (PMF) ont attaqué l'ambassade américaine dans la zone verte en réponse à des frappes aériennes américaines menées le 29 décembre 2019 qui visaient des dépôts d'armes et des installations de commandement et de contrôle du Kataeb Hezbollah en Irak et en Syrie.
L'attaque s'est produite dans le contexte de la crise américano-iranienne de 2019-2020, conduisant les États-Unis à blâmer l'Iran et ses alliés non étatiques en Irak pour avoir orchestré l'attaque, ce que l'Iran a nié. Les États-Unis ont répondu en envoyant des centaines de soldats supplémentaires dans la région du golfe Persique, dont environ 100 marines américains, pour renforcer la sécurité à l'ambassade de Bagdad. Aucun décès ni blessure grave n'est survenu pendant l'attaque et les manifestants n'ont jamais pénétré dans l'enceinte principale.

## Contexte
Le 27 décembre 2019, une base aérienne irakienne dans la province de Kirkouk a été attaquée par plus de 30 roquettes, tuant un entrepreneur civil américain et blessant quatre militaires américains et deux membres des forces de sécurité irakiennes. Les États-Unis ont accusé l'Iran d'avoir soutenue l'attaque menée par la milice Kataeb Hezbollah, un sous-groupe des Forces de mobilisation populaire (PMF) irakiennes.
Le 29 décembre 2019, des frappes aériennes de représailles américaines ont ciblé cinq installations de stockage d'armes et des lieux de commandement et de contrôle du Kataeb Hezbollah (et ainsi du PMF) en Irak et en Syrie. 25 miliciens sont morts et 55 ont été blessés. Alors que le Premier ministre irakien, Adel Abdel-Mehdi, a condamné la frappe aérienne américaine. L'envoyé spécial américain Brian Hook a déclaré que les frappes étaient un message adressé à l'Iran.

## Attaque

### Attaque de la foule
Le 31 décembre 2019, après les funérailles des miliciens du Kataeb Hezbollah qui ont été tués par les frappes aériennes américaines, une foule en colère de dizaines de miliciens chiites irakiens et de leurs partisans a marché à travers les périmètres de la zone verte fortement fortifiée de Bagdad puis en bas de la rue Kindi de Bagdad, et a entouré une entrée du complexe de l'ambassade américaine. Selon l'Associated Press, les forces de sécurité irakiennes n'ont pas tenté d'arrêter la foule et leur ont permis de passer un contrôle de sécurité.
La foule a commencé à narguer le personnel de sécurité du poste de contrôle de la porte d'entrée de l'ambassade près du parking de l'ambassade et à chanter "bas, bas USA", " mort à l'Amérique " et "mort en Israël ". Ils ont escaladé et jeté des pierres et de l'eau sur les murs et ont attaqué les portes et les fenêtres avec des béliers de fortune. Des dizaines de manifestants ont ensuite franchi une porte principale du poste de contrôle, incendié la zone de réception, levé des drapeaux de milice de la PMF et des affiches anti-américaines et pulvérisé des graffitis anti-américains. La vidéo de la manifestation aurait également montré des miliciens saccageant la zone de réception et emportant des papiers. Le personnel de sécurité s'est retiré de l'ambassade. Le Pentagone et le Département d'État américain n'ont pas commenté immédiatement la situation. L'ambassadeur des États-Unis en Irak, Matt Tueller, était absent de l'ambassade à ce moment-là pour un "voyage personnel".
Lorsque l'incendie a éclaté, un journaliste de l'Associated Press sur les lieux a observé au moins une demi-douzaine de gardes de la sécurité maritime des États-Unis et du personnel du service de sécurité diplomatique sur le toit du bâtiment principal de l'ambassade avec leurs fusils entraînés sur les intrus, dont beaucoup portaient des uniformes de milice; les intrus se sont arrêtés dans un couloir après environ 5 mètres et se trouvaient à environ 200 mètres du bâtiment principal de l'ambassade. Des gaz lacrymogènes semblent également avoir été déployés pour disperser les intrus, car au moins trois manifestants semblaient avoir des difficultés à respirer. La foule a ensuite mis le feu à trois remorques utilisées par des agents de sécurité le long du mur de l'ambassade. Un homme sur un haut-parleur aurait exhorté la foule à ne pas entrer dans l'enceinte, disant: "Le message a été délivré". Certains commandants de factions de milices irakiennes soutenues par l'Iran ont commencé à rejoindre les manifestants, notamment le chef de l' organisation Badr et le commandant du PMF Hadi al-Ameri et le chef du collectif paramilitaire "Groupes spéciaux" soutenu par l'Iran, Qais al-Khazali . Le ministre irakien de l'Intérieur, Yassine al-Yasseri, a également été brièvement sur les lieux, qualifiant la situation "d'embarrassante pour le gouvernement".
En début de soirée, la foule, qui à un moment donné comptait plusieurs centaines de personnes, s'était largement retirée et les manifestants avaient installé des tentes devant l'ambassade lors d'une tentative de sit-in. Le porte-parole du Kataeb Hezbollah, Jaafar al-Husseini, a affirmé que les manifestants n'avaient pas l'intention de prendre d'assaut l'ambassade et que le sit-in devait se poursuivre "jusqu'à ce que les troupes américaines quittent l'Irak et que l'ambassade soit fermée". Beaucoup de ceux qui ont participé aux manifestations irakiennes de 2019 ont condamné les frappes aériennes américaines sur les positions de la PMF en Irak, déclarant que "les manifestations à l'ambassade américaine sont une réponse naturelle aux frappes américaines sur les positions de Hashd en Irak", mais a également condamné l'attaque contre l'ambassade américaine, déclarant, "nous restons ici au centre du mouvement de protestation pacifique" et ajoutant que "les foules dans la zone verte ne nous représentent pas. Nous voulons un changement pacifique".
Le 31 décembre 2019, le secrétaire d'État Mike Pompeo a identifié Abou Mehdi al-Mouhandis, Qais al-Khazali, Faleh al-Fayadh et Hadi al-Ameri comme chefs de l'attaque contre l'ambassade.

### Réponse de sécurité
Après l'annonce de la violation de l'enceinte de l'ambassade américaine, le secrétaire américain à la Défense Mark Esper a déclaré que des renforts étaient en route vers l'enceinte et a exhorté le gouvernement irakien à "assumer ses responsabilités internationales" et à protéger l'installation. Environ cinq heures après le début des violences, 30 soldats irakiens dans sept véhicules blindés sont arrivés et ont été déployés près des murs de l'ambassade, mais pas près du point de contrôle incendié. Selon certaines informations, quatre véhicules transportant des policiers anti-émeute se sont ensuite approchés de l'ambassade, mais ont été repoussés par les manifestants qui leur ont bloqué le chemin. Un groupe d'une centaine de marines américains affectés à une unité d'intervention en cas de crise au Koweït, des membres de la Special Purpose Marine Air-Ground Task Force – Crisis Response – Central Command (SPMAGTF-CR-CC), ainsi que deux hélicoptères d'attaque AH-64 Apache de l' armée américaine en provenance de Taji, en Irak, ont été déployés pour sécuriser l'ambassade. Mark Esper a par la suite annoncé le déploiement immédiat d'un bataillon d'infanterie d'environ 750 soldats américains de la 82e division aéroportée au Moyen-Orient. Il n'a pas précisé leur destination, mais un responsable américain connaissant la décision a déclaré qu'ils devaient se déployer au Koweït. Mark Esper a déclaré que des soldats supplémentaires de la 82e division aéroportée, connus officiellement sous le nom d'Immediate Response Force, étaient prêts à se déployer au cours des prochains jours. Les 750 soldats déployés immédiatement s'ajoutent aux 14000 soldats américains envoyés dans la région du golfe Persique depuis mai 2019 en réponse aux préoccupations concernant l'agression iranienne .
Le 1er janvier 2020, les manifestations ont de nouveau éclaté alors que les manifestants ont déclenché un incendie sur le toit de la zone de réception, ce qui aurait incité les Marines américains à tirer des gaz lacrymogènes sur la foule, sans blesser gravement les manifestants ou les gardes. Des soldats irakiens, la police fédérale et des unités de lutte contre le terrorisme se sont alignés entre les manifestants et l'enceinte. Aucun autre affrontement ne s'est produit, les chefs de milice des Forces de mobilisation populaire ayant appelé les manifestants à démonter les tentes et à se retirer. Les partisans de la milice ont considéré l'attaque contre l'ambassade comme une victoire contre les États-Unis et que leur message avait été envoyé, avec un partisan proclamant "Nous avons frotté le nez de l'Amérique dans la terre". Le Département d'État américain a déclaré que tout le personnel américain était en sécurité et qu'il n'était pas prévu d'évacuer l'ambassade.

## Conséquences
Le président américain Donald Trump a accusé l'Iran d'avoir "orchestré" l'attaque contre l'ambassade et a ajouté qu'ils seraient tenus "pleinement responsables". Le secrétaire d'État américain Mike Pompeo a nommé Abou Mehdi al-Mouhandis, Qais al-Khazali, Falih Al-Fayyadh et Hadi al-Ameri comme responsable de l'attaque; Hadi al-Ameri et Falih Al-Fayyadh auraient été invités à la Maison Blanche sous l'administration Obama. Le ministère iranien des Affaires étrangères a nié être à l'origine des manifestations à l'ambassade américaine et a mis en garde contre toute représailles. Le guide suprême Ali Khamenei a tweeté "Si l'Iran veut combattre un pays, il frappera directement."
Le ministre israélien des Affaires étrangères, Israël Katz, a tenu l'Iran responsable de l'attaque contre l'ambassade américaine, affirmant que l'Iran avait fait une "grave erreur" en attaquant l'ambassade et a appelé la communauté internationale à affronter ce qu'il a appelé le "régime rebelle" à Téhéran.
Le 2 janvier 2020, le secrétaire américain à la Défense, Mark Esper, a déclaré que "le jeu avait changé" et a déclaré que les États-Unis frapperaient de manière préventive des groupes paramilitaires soutenus par l'Iran en Irak s'il y avait des indications qu'ils se préparaient à attaquer les forces américaines, tout en exhortant le gouvernement irakien pour résister à l'influence iranienne. Le président américain des chefs d'état-major interarmées, Mark Milley, a souligné que tout groupe qui tenterait de submerger l'ambassade de Bagdad "tomberait dans une scie circulaire".
Quelques heures après l'annonce de Mark Esper, au petit matin du 3 janvier 2020, le commandant de la Force iranienne Qods, le général de division Qassem Soleimani et Abou Mehdi al-Mouhandis ont été assassinés lors d'une frappe de drones américains alors qu'ils voyageaient en convoi près de l'aéroport international de Bagdad. L'attaque américaine a été officiellement annoncée par le département américain de la Défense dans un communiqué de presse.
Le 26 janvier 2020, trois roquettes ont été tirées sur l'ambassade des États-Unis, blessant au moins un membre du personnel présent dans la cafétéria à l'heure du dîner, la nationalité des blessés n'étant toujours pas dévoilée, d'autres sources ont fait état de 3 blessés.